# Institut islámské kultury
Institut islámské kultury (francouzsky Institut des cultures d'Islam) je kulturní instituce zřízená městem Paříží. Jejím úkolem posláním prezentovat kulturu spojenou se zeměmi islámského světa ve Francii. Sídlí na dvou místech v 18. obvodu.

## Historie
Myšlenka na založení Institutu islámské kultury se zrodila v roce 2005 a o rok později byl otevřen centra na Rue Léon č. 19. Původně se počítalo s rozmístěním na dvou místech (Rue Stephenson a Rue Polonceau), přičemž každé z nich mělo nabízet kulturní aktivity a bohoslužby (součástí měly být muslimské modlitebny). V roce 2013 bylo otevřeno centrum na Rue Stephenson č. 56, ale projekt budovy na Rue Polonceau Pařížská radnice nakonec zrušila, protože správní odvolací soud v Paříži v roce 2015 prohlásil zdejší projekt modlitebny za nezákonný a v rozporu se zákonem z roku 1905. Rozsudek po kasační stížnosti města Paříže potvrdila Státní rada v roce 2017. Státní rada zrušila usnesení Rady Paříže z roku 2013, které umožnilo Bertrandu Delanoëmu, tehdejšímu pařížskému starostovi, poskytnout 99letý pronájem alžírské společnosti, aby zde provozovala modlitebnu. Tím starostka Anne Hidalgová v roce 2015 upustila od původně plánované výstavby druhé budovy na Rue Polonceau.

## Činnost
Institut pořádá výstavy, koncerty, konference, literární kavárny, debaty, kulturní aktivity, kurzy arabštiny, kabylštiny, wolofštiny, kaligrafie, zpěvu nebo vaření.
Budova v Rue Léon má rozlohu 500 m2. Má k dispozici výstavní a výukové prostory a čajovnu.
Budova v Rue Stephenson má rozlohu 1400 m2. V přízemí a ve druhém patře se nacházejí výstavní a výukové prostory, v suterénu je hamam a v prvním patře budovy modlitebna. Muslimskou modlitebnu spravuje náboženský spolek Velké mešity v Paříži.